# Dryobotodes distans
Dryobotodes distans är en fjärilsart som beskrevs av Jacob Hübner. Dryobotodes distans ingår i släktet Dryobotodes och familjen nattflyn. Inga underarter finns listade i Catalogue of Life.